# Peter Hemmel von Andlau
Peter Hemmel von Andlau (* um 1420 in Andlau; † 1506 in Straßburg) war ein spätgotischer Glasmaler. Mit ihm erreichte die Glasmalerei einen künstlerischen und technischen Höhepunkt.

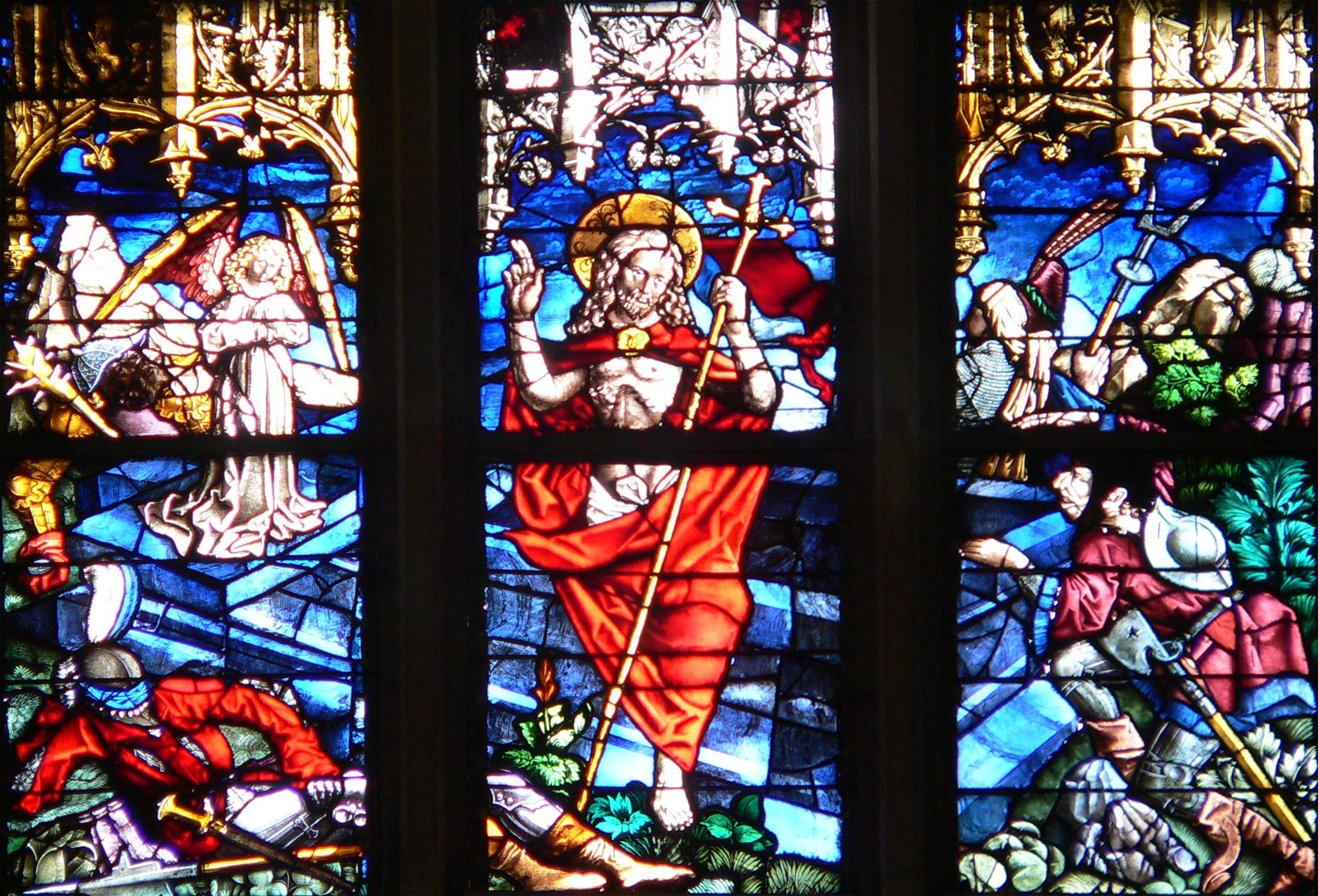
Auferstehung Detail aus dem „Ratsfenster“, 1480, im Ulmer Münster

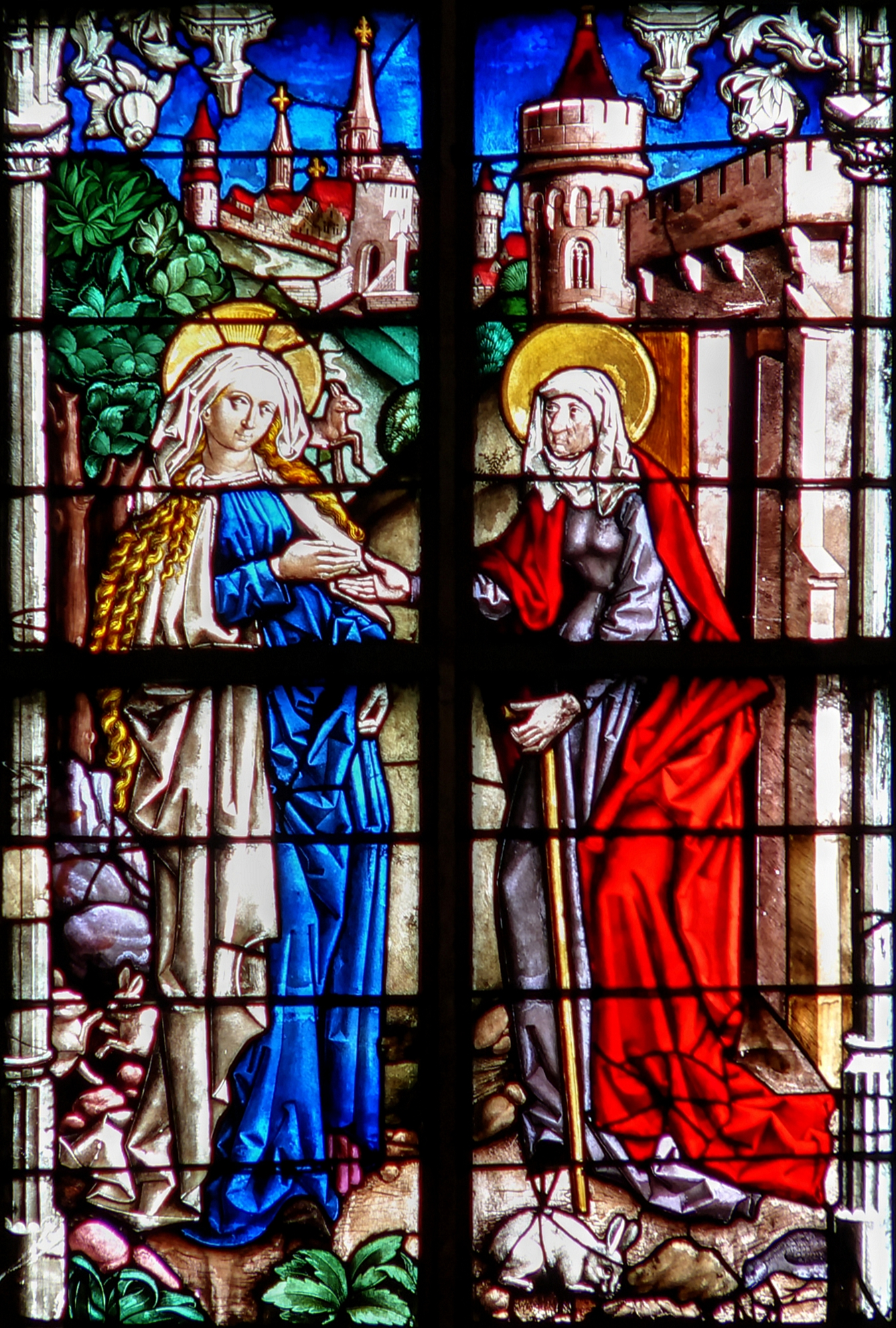
Detail aus dem Kramerfenster „Die Heimsuchung“, 1480, Ulmer Münster

## Lebensspuren
Der in Straßburg im Elsass ansässige Meister ist zwischen 1447 und 1501 nachweisbar und führte mit seiner Werkstatt – zeitweise auch in Kooperation mit anderen Straßburger Glasmalern – vorwiegend kirchliche Aufträge in ganz Mitteleuropa aus. In seinem Geburtsort haben sich keine seiner Werke erhalten. In Straßburg wurde Hemmel Bürger, Hausbesitzer und Ratsherr.

## Arbeitsweise
Teilweise nach bereits vorhandenen graphischen Vorlagen, die Verwandtschaft mit Rogier van der Weyden und Martin Schongauer aufweisen, werden durch halb ausgeschliffenes zweifarbiges Glas (zum Teil auch noch schraffiert) und durch eingebranntes Schwarzlot, Silbergelb (erzeugt durch Silbersalze) und Eisenrot faszinierende Brokate sowie Gewänder und Gesichter in vollendeter malerischer Qualität gestaltet. Für ihn ist gleichzeitig die Liebe zum Detail bezeichnend, zum Beispiel in der Darstellung der Tiere und Pflanzen (siehe Detail aus dem Kramerfenster „Die Heimsuchung“ im Ulmer Münster). Seine Farben – insbesondere leuchtende Rot- und Blautöne – bewirken nach John eine „strahlende Festlichkeit“, seien zugleich aber immer noch „wirklichkeitsnah“.

## Werke
Für Peter Hemmel selbst gesicherte Werke:
- das Clanner-Fenster in der Stiftskirche Nonnberg in Salzburg
- ein Fragment in Obernai, das vermutlich aus der großteilig abgebrochenen Kirche Saints-Pierre-et-Paul stammt
- vier verloren gegangene Arbeiten im Frankfurter Dom (1475), in der Franziskanerkirche Nancy und in der Residenz René II. in Bar-le-Duc (1483/4), in der Dorfkirche Thaur für den späteren Kaiser Maximilian I. (1501)

Der Werkstattgemeinschaft um Peter Hemmel werden die folgenden Werke zugeordnet:
- Fenster im Straßburger Münster
- Fenster in der Straßburger Wilhelmskirche
- Fenster in der Straßburger Magdalenkirche (heute im Musée de l’Œuvre Notre-Dame)
- Ratsfenster im Chor des Ulmer Münsters, 1480 entstanden, gestiftet vom Rat der Stadt Ulm
- Kramerfenster ebenfalls dort, 1480 entstanden, gestiftet von der Zunft der Ulmer Kaufleute („Krämer“)
- Volckamerfenster in der Kirche St. Lorenz Nürnberg von Peter Volckamer nach 1480 gestiftet.
- Chorfenster in der Stiftskirche  St. Georg Tübingen, 1475 entstanden
- Fenster im Augsburger Dom
- Fenster der Frauenkirche München
- Fenster im Freiburger Münster
- Fenster der Kathedrale von Metz
- vermutlich Fenster des Mailänder Doms
- Saverne: Kirche Notre-Dame-de-la-Nativité, Marienkapelle im linken Seitenschiff
- Fenster der Wallfahrtskirche Maria Krönung in Lautenbach bei Oberkirch/Renchtal[2]

Eine Reihe von Werken aus der Hemmel-Werkstatt wird im Musée de l’Œuvre Notre-Dame in Straßburg gezeigt.